# Morskie przejście graniczne Władysławowo
Morskie przejście graniczne Władysławowo znajduje się we Władysławowie i może się na nim odbywać ruch osobowy i towarowy. Przejście obsługuje przede wszystkim ruch graniczny portu morskiego Władysławowo.
Obsługiwane jest przez Morski Oddział Straży Granicznej – placówkę we Władysławowie.
W 2008 roku przekroczeń granicy dokonało tu 25,2 tys. osób.
W 2006 roku dokonano 8952 kontroli jednostek rybackich (statki rybackie, kutry i łodzie) oraz 230 jachtów i łodzi sportowych.
Przejście zostało formalnie ustanowione w 1961 roku.